# Jean-Pierre Bemba
Jean-Pierre Bemba Gombo (sinh ngày 04 tháng 11 năm 1962)  là một chính trị gia ở Cộng hòa Dân chủ Congo. Ông là một trong bốn phó tổng thống trong chính phủ chuyển tiếp của nước Cộng hòa Dân chủ Congo từ ngày 17 Tháng 7 năm 2003 đến tháng 12 năm 2006. Bemba cũng dẫn đầu Phong trào Giải phóng Congo (MLC), một nhóm nổi loạn biến thành một đảng chính trị. Ông đã nhận được số phiếu cao thứ hai trong cuộc bầu cử tổng thống năm 2006. Vào tháng 1 năm 2007, ông được bầu vào Thượng viện.
Ông đã bị bắt gần Brussels vào ngày 24 tháng năm 2008 trên cơ sở của một lệnh bắt giữ do Tòa án Hình sự Quốc tế ban hành. Ban đầu ông bị buộc ba tội danh Tội ác chống lại loài người và 5 tội ác chiến tranh. Ngày 21 tháng ba 2016, ông đã bị kết án về hai tội ác chống lại nhân loại và ba tội ác chiến tranh. Bản án sẽ được tuyên bố sau.